# 郑孝和
郑孝和（1964年—），安徽芜湖人，汉族，中华人民共和国政治人物、第十二届全国人民代表大会安徽地区代表。
毕业于安徽省委党校党建与经济发展专业。2013年，被选为全国人大代表。